# Top Gear (jeu vidéo, 1992)
Pour les articles homonymes, voir Top Gear.
Top Gear (Top Racer au Japon) est un jeu vidéo de course automobile développé par Gremlin Graphics et publié par Kemco en 1992 sur la console de jeu Super Nintendo. Premier épisode de la série Top Gear, il s'agit de l'adaptation de Lotus Turbo Challenge 2 (1991, Amiga). Top Gear est l'un des premiers du genre à paraître sur Super Nintendo.
Le but du jeu est de devenir le pilote de course le plus rapide du monde et ceci en gagnant des courses contre divers adversaires à travers le monde.

## Système de jeu

### Généralités
Lorsque le joueur démarre le jeu pour la première fois, il y a plusieurs options proposées pour le personnaliser, notamment un espace pour entrer son nom, quatre choix différents de configurations des touches, le choix de transmission manuelle ou automatique et une voiture parmi quatre à choisir. Si le joueur a choisi les vitesses manuelles, il devra passer les vitesses ou rétrograder pendant la course. Le joueur a aussi la possibilité d'utiliser jusqu'à trois "nitros", qui lui permettront d'augmenter sa vitesse maximale pendant une courte durée. Le jeu a aussi un système de mot de passe ayant un rapport avec l'automobile (boîte de vitesses, frein à main etc.). Chaque mot de passe permet l'accès au prochain pays (niveau). Pendant la partie, le joueur devra s'arrêter aux pompes à essence, s'il ne met pas d'essence dans sa voiture, celle-ci s'arrêtera avant la fin de la course et le joueur sera disqualifié.

### Voitures
Cannibal (rouge): cette voiture est la plus rapide du jeu, toutefois, son accélération est la plus faible, et son réservoir, celui qui a le volume le plus petit.
SideWinder (blanche) : cette voiture est celle qui a la capacité d'accélération la plus importante du jeu, et celle qui peut contenir le plus d'essence.
Razor (violette): cette voiture a des capacités moyennes en termes d'accélération et de vitesse, mais elle accroche moins à la route que la Weasel et c'est celle qui consomme le plus d'essence dans le jeu.
Weasel (bleu turquoise) : idem que la razor mais elle accroche plus à la route et ses capacités d'accélération sont bien meilleures.

### Circuits
Les États-Unis d'Amérique
Les circuits présentent en général de longues lignes droites et peu de virages :
- Las Vegas
- Los Angeles
- New York
- San Francisco

Amérique du Sud
Les circuits sont étroits et présentent beaucoup de virages :
- Rio de Janeiro, Brésil
- Machu Picchu, Pérou
- Chichen Itza, Mexique
- Forêt tropicale, Brésil

Japon
Des circuits longs s'y trouvent, ce qui permet de longues lignes droites et beaucoup de virage :
- Tokyo
- Hiroshima
- Yokohama
- Kyoto

Allemagne
Les circuits y sont tellement longs que le joueur sera forcé de s'arrêter pour mettre de l'essence plusieurs fois :
- Munich
- Cologne
- Forêt-Noire
- Francfort

Scandinavie
Les circuits y sont très courts, et présentent beaucoup de virage :
- Stockholm, Suède
- Copenhague, Danmark
- Helsinki, Finlande
- Oslo, Norvège

France
Les circuits y sont très longs avec des virages difficiles à aborder. Assez longs pour avoir à aller mettre de l'essence de nombreuses fois. Ce pays présente un des circuits les plus difficiles du jeu :
- Paris
- Nice
- Bordeaux
- Monaco

Italie
Les circuits y sont longs, l'usage de la "nitro" y est nécessaire :
- Pise
- Rome
- Sicile
- Florence

Royaume-Uni
Les circuits y sont très longs, et difficiles, avec des montagnes :
- Londres
- Sheffield
- Loch Ness
- Stonehenge

## Bande-son
La musique du jeu fut composée par Barry Leitch. La musique est à plus d'une reprise la même que celle du jeu Lotus Turbo Challenge 2. Le thème principal ressemble grandement à la musique Bliss du groupe de rock Muse, mais aucune affirmation du groupe ne semble indiquer qu'il se soit inspiré de ce jeu.

## Accueil
- AllGame : 4/5[2]